# 史致儼
史致儼（1760年—1838年），字容庄，江苏江都（今扬州）人。

## 生平
自幼家贫。二十歲为诸生，深得学政谢墉賞識。嘉庆四年（1799年）考中己未科进士，选庶吉士，授翰林院编修。二十一年（1816年），督河南学政。历官内阁学士，道光三年（1823年），擢刑部侍郎。道光五年（1825年），督福建学政。历官左都御史，迁礼部尚书，调工部尚书，又调刑部尚书。道光十八年，退休。不久卒，赠太子太保。

## 家庭
有女史璞莹，嫁诸生汪夤枢。著有《离鸾集》。

## 延伸阅读
[在维基数据编辑]
 《清史稿·卷375》，出自趙爾巽《清史稿》